# Thaspium trifoliatum
Thaspium trifoliatum là một loài thực vật có hoa trong họ Hoa tán. Loài này được (L.) A. Gray miêu tả khoa học đầu tiên năm 1856.